# Vilho Tuulos
Vilho Immanuel Tuulos (26. března 1895, Tampere – 5. září 1967 tamtéž) byl finský atlet, olympijský vítěz v trojskoku.
V roce 1919 vytvořil evropský rekord v trojskoku výkonem 15,30 m. Na olympijských hrách v Antverpách v roce 1920 zvítězil výkonem 14,50 m. Svůj evropský rekord zlepšil v roce 1923 až na 15,48 m.
Startoval také na olympiádě v Paříži v roce 1924. Zde získal bronzovou medaili v trojskoku (skočil 15,37 m) a mezi dálkaři se umístil na čtvrtém místě výkonem 707 cm. Svoji třetí olympijskou medaili, opět bronzovou, vybojoval v Amsterdamu v roce 1928 za výkon 15,11 m. V kvalifikaci dálkařů skočil 711 cm, což nestačilo na postup do finále.
Mistrem Finska v trojskoku byl v letech 1919 až 1925, 1927 a 1928. Národní titul v soutěži dálkařů vybojoval v letech 1921 a 1923, mezi výškaři pak v roce 1923.